# عمو ديزج
عمو ديزج هي قرية في مقاطعة هشترود، إيران. عدد سكان هذه القرية هو 378 في سنة 2006.